# Locomondo
Locomondo — музыкальная группа из пяти человек, созданная в Афинах, Греция. Название группы можно перевести с испанского как «Сумасшедший мир». Их музыка может быть обозначена как регги или ска. Это первая группа в Греции, которая объединяет в себе карибскую музыку с греческими элементами и греческие слова.
Основателями группы выступили в 2003 году Маркос Кумарис и Яннис Варнавас. Первый альбом Ένας τρελός κόσμος (с греч. — «Безумный мир») был выпущен в марте 2004 года на лейбле Music Box International. Второй альбом был записан группой на Ямайке после приглашения тромбониста группы Skatalites, Вина Гордона, в записи участвовал Deadly Headly Bennett, лидер группы Skatalites и ветеран Studio One. Результатом их сотрудничества стала песня 12 Meres stin Jamaica (12 Days in Jamaica), которую можно найти на диске, выпущенном в июле 2005 года на лейбле «Music Box International». Песни спеты на греческом и английском языках и навеяны звуком, «энергией» и чувствованием Ямайки.
Греческие элементы продолжают играть большую роль в формировании песен Locomondo. 14 мая 2007 года Locomondo выпускают свой третий альбом, Me Wanna Dance. Locomondo имели большой успех летом 2005 года с кавером традиционной rembetiko-песни «Frangosyriani» (rembetiko — музыкальный жанр, традиционный для Греции) и летом 2007 года со своей пародией на студенческую жизнь «Πίνω μπάφους και παίζω προ» («I smoke joints and play Pro»).

## Дискография
- Ένας Τρελός Κόσμος
- 12 Μέρες στην Τζαμάικα
- Me Wanna Dance